# Psaliodes infuscata
Psaliodes infuscata är en fjärilsart som beskrevs av Louis Beethoven Prout. Psaliodes infuscata ingår i släktet Psaliodes och familjen mätare. Inga underarter finns listade i Catalogue of Life.